# Constitution brésilienne de 1967
Constitution brésilienne de 1946 (pt) Constitution brésilienne de 1988
La constitution brésilienne du 24 janvier 1967 est la sixième constitution du Brésil. Elle s'inscrit dans le cadre de la dictature militaire qui régit le pays depuis le coup d'État de 1964.
Humberto de Alencar Castelo Branco la fait voter malgré l'opposition le 24 janvier 1967 et elle entre en vigueur le 15 mars suivant. Elle se caractérise notamment par une grande rigueur.

## Historique

### Élaboration
Humberto de Alencar Castelo Branco, maréchal des forces armées brésiliennes, prend le pouvoir à l'issue du coup d'État de 1964. Souhaitant transmettre le pouvoir à son successeur désigné Arthur da Costa e Silva, il veut donner à cette succession une apparence démocratique, et fait en conséquence préparer un texte constitutionnel présentant les apparences d'ne légalité démocratique.
Toutefois les observateurs étrangers ne sont pas dupes, pas plus que l'opposition, qui dénonce des visées « autoritaires » voire « dictatoriales ».

### Adoption et entrée en vigueur
L'adoption est presque automatique, l'opposition politique à la dictature ayant été drastiquement réduite.

### Suites
Rapidement, les partis politiques traditionnels sont interdits et remplacés par l'Alliance rénovatrice nationale. Le 13 décembre 1968, par l'acte institutionnel n° 5, Arthur da Costa e Silva reçoit des pouvoirs exceptionnels normalement dévolus au Congrès et aux États.

## Contenu des institutions
La nouvelle constitution comporte 180 articles. Plusieurs observateurs font remarquer que le style littéraire de la Constitution de 1967 trahit à la fois son origine militaire et son peu d'intérêt pour le développement harmonieux du peuple brésilien. D'ailleurs, le droit de vote est interdit aux analphabètes.
Le texte est caractéristique d'un régime autoritaire. Ainsi, le régime est fortement centralisé. Le président ne peut être en pratique qu'un chef militaire ; son pouvoir exécutif lui permet de passer des décrets même alors que le Congrès est en session.
Les « droits et garanties fondamentales » n'apparaissent qu'à la fin du texte. Par contre, « l'état de siège » fait l'objet d'un chapitre entier de la Constitution.
La Fondation nationale de l'Indien ou FUNAI est créée à cette époque ; mais sa fonction est plus symbolique qu'efficace. La Constitution le proclame en effet « organe de tutelle des Indiens », mais ne lui accorde que « la fonction de défense de leurs droits et intérêts ». En comparaison, la Constitution de 1988 lui reconnaît le « droit d'entrer en justice pour défendre les droits et intérêts [des Indiens], le Ministère Public devant intervenir dans tout le processus ».

### Compétences et étendue
Le principe de l'élection présidentielle au suffrage universel direct est maintenu. Le monopole de l'État demeure limité à l'extraction du pétrole, et n'est pas étendu, comme le souhaitait l'opposition, à l'exploitation des minerais fissiles et à l'industrie pétrochimique. Les sanctions décrétées entre le coup d'état et l'adoption de la Constitution ne sont pas révisées, excluant ainsi toute perspective d'amnistie automatique à l'égard des ex-présidents Kubitschek, Quadros et Goulart.